# Saint-Bonnet-des-Bruyères
Saint-Bonnet-des-Bruyères este o comună în departamentul Rhône din sud-estul Franței. În 2009 avea o populație de 373 de locuitori.

## Evoluția populației
| An        | 1975 | 1982 | 1990 | 1999 | 2006 | 2009 |
| --------- | ---- | ---- | ---- | ---- | ---- | ---- |
| Populație | 546  | 497  | 412  | 384  | 372  | 373  |